# O-TV (телеканал)
«O-TV» — закрытый украинский круглосуточный музыкальный телеканал. Телеканал принадлежал Вадиму Рабиновичу.

## История создания
Телеканал O-TV киевской телекомпании «Обрій» начал работу 24 апреля 1998 года в Микроволновой интегрированной телерадиоинформационной системе (МИТРИС) и через передатчики ДМВ диапазона. «O-TV» был первым музыкальным телеканалом Украины.
В декабре 1998 года канал начал вещание во всех кабельных сетях Киева и Киевской области. С 30 апреля 1999 года канал начал распространяться через спутник AMOS-1 (4.0°W) для кабельных сетей на всей территории Украины.
23 апреля 2019 года телеканал начал вещать в формате 16:9.
4 апреля 2022 года телеканал прекратил своё вещание.

## Эфир
Эфир телеканала был построен на базе серверного вещания. Его составляла современная музыка, интерактивные развлечения и услуги, новости украинского и мирового шоу-бизнеса, различные музыкальные программы. «O-TV» первым среди телеканалов СНГ ввёл в своем эфире интерактивную систему заказа клипов с помощью стационарного и мобильного телефона, первым предложил своим телезрителям круглосуточный SMS-чат в бегущей строке.
Целевая аудитория канала — молодёжь от 16 до 24 лет.